# Витік аміаку на заводі «Сумихімпром»
21 березня 2022 року під час боїв під Сумами російський авіаудар пошкодив одну з ємностей з аміаком на заводі «Сумихімпром», забруднивши землі в радіусі 2,5 км (1,6 милі), включаючи с. Новоселиця та Верхня Сироватка. Через напрямок вітру м. Суми практично не постраждало, незважаючи на близькість до витоку.

## Передумови
За два дні до витоку, начальником російського Центру управління національною обороною Михайлом Мізінцевим була оприлюднена заява, згідно з якою українські націоналісти нібито планують хімічну атаку під підробним прапором у Сумах. 19 березня Мізінцев стверджував, що міни були встановлені в хімічних сховищах на заводі для отруєння жителів у разі просування російських військ у місто. Він також стверджував, що подібним чином саботували середню школу в с. Котляреве Миколаївської області.

## Витік
Вперше про витік повідомили близько 4:30 за місцевим часом 21 березня 2022 року на хімічному заводі «Сумихімпром», розташованому в передмісті Сум.
ДСНС і голова Сумської ОВА Дмитро Живицький заявили, що 21 березня о 03:55 у м. Суми стався обстріл території ПАТ "Сумихімпром". Внаслідок обстрілу був пошкоджений 1 резервуар з аміаком ємністю 50 т. Станом на 05:00 спостерігався незначний витік аміаку. О 7:15 витік локалізували і підрозділи ДСНС почали осаджувати аміачну хмару. О 07:49 аварію по викиду аміаку на території ПАТ "Сумихімпром" ліквідували. Працівники підприємства почали регламентні роботи з відновлення технологічного процесу.